# Beaucourt
För andra betydelser, se Beaucourt (olika betydelser).
Beaucourt är en kommun i departementet Territoire de Belfort i regionen Bourgogne-Franche-Comté i östra Frankrike. Kommunen ligger i kantonen Beaucourt som tillhör arrondissementet Belfort. År 2022 hade Beaucourt 4 985 invånare.

## Befolkningsutveckling
Antalet invånare i kommunen Beaucourt
| Referens: INSEE |